# Boudica (documental)
Boudica, reina guerrera, es un docudrama de 2006 producido por History que narra los acontecimientos más conocidos y relevantes de Boudica una reina celta que se reveló militarmente en contra del Imperio romano. 

## Sinopsis
Boudica es una reina celta de la tribu de los icenos, una tribu celta que vive en relativa paz en su territorio, sin embargo la expansión romana en Britania amenaza con acabar con estos pueblos celtas.
La historia retrocede 20 años al año 42, las tribus celtas viven como naciones independientes y libres de dominio extranjero. Estas tribus no tienen el nivel cultural y tecnológico romano, pero tienen una tradición de guerreros valientes, y mantienen pequeñas batallas con otras tribus, para proteger sus fronteras.
Todo este estilo de vida termina cuando en el año 43 el emperador Claudio se propone conquistar la isla que ni César pudo conquistar, Britania. Claudio envía más de 30 000 soldados romanos para cumplir esta meta. Pero algunas tribus, incluidos los icenos, evitan la confrontación con la máquina de guerra romana y prefieren negociar con los invasores. Sin embargo luego del asesinato de Claudio por parte de Agripina, madre de Nerón, el imperio pasa a manos de Nerón, quien a diferencia de su antecesor sólo se interesa en sí mismo, y es un emperador cruel e impulsivo. Nerón quiere subyugar a toda la isla, y para esto nombra gobernador a Cayo Suetonio Paulino uno de los generales romanos más brillantes de la época, Suetonio buscaba aplastar las rebeliones de gales y aumentar su propia fama. Luego de la muerte del rey de los icenos, Prasutagus, Boudica toma las riendas de su pueblo y decide no permitir que los romanos aplasten su tierra y su cultura.

## Reparto
| Actor/Actriz      | Personaje             |
| ----------------- | --------------------- |
| Charlotte Comer   | Boudica               |
| Simona Cuciurianu | Gitta                 |
| Danny Green       | Cato Deciano          |
| Radu Andrei Micu  | Nerón                 |
| Mark Noble        | Cayo Suetonio Paulino |
| Bronagh O'Mara    | Morna                 |
| Lockhart Ogilvie  | Anscar                |
| Adrian Pintea     | Rey Prasutagus\|      |